# Reit im Winkl
Reit im Winkl est une commune de l'arrondissement de Traunstein, dans le district de Haute-Bavière au sein du land de Bavière, en Allemagne. Elle est réputée comme étant aussi bien station climatique que station d'hiver.

## Géographie
Le lieu se trouve au sud du Chiemgau, dans le Alpes du Chiemgau, près de la frontière autrichienne avec le Tyrol.
La Bundesstraße 305 (Deutsche Alpenstraße) traverse le territoire communal.

## Politique
| Identité               | Période | Période | Durée |
| Identité               | Début   | Fin     | Durée |
| ---------------------- | ------- | ------- | ----- |
| Josef Heigenhauser (d) |         | 2020    |       |

## Personnalités liées à la commune
- Maria Hellwig (1920–2010), chanteuse ;
- Margot Hellwig (née en 1941), chanteuse ;
- Rosi Mittermaier (1950–2023), skieuse alpine ;
- Thomas Klauser (né en 1964), sauteur à ski.